# Mohamed Reda el-Aaraby
Mohamed Reda el-Aaraby né le 12 novembre 1989 à Ouezzane, est un athlète marocain, spécialiste du marathon.
Le 25 février 2018, il court le marathon de Tokyo en 2 h 9 min 18 s.
Il remporte le titre du semi-marathon lors des Jeux méditerranéens de 2018. 
Il a établi un nouveau record personnel sur le 10 km à Valence en 27 min 58 s le 16 janvier 2019.

## Palmarès
| Date | Compétition              | Lieu      | Résultat | Épreuve       | Temps          |
| ---- | ------------------------ | --------- | -------- | ------------- | -------------- |
| 2017 | Jeux de la Francophonie  | Abidjan   | 3e       | 10 000 m      | 29 min 42 s 12 |
| 2018 | Jeux méditerranéens      | Tarragone | 1er      | Semi-marathon | 1 h 4 min 3 s  |
| 2019 | Jeux africains           | Rabat     | 2e       | Semi-marathon | 1 h 2 min 44 s |
| 2019 | Jeux mondiaux militaires | Wuhan     | 1er      | 10 000 m      | 28 min 44 s 25 |

### Records
| Épreuve       | Performance     | Lieu   | Date          |
| ------------- | --------------- | ------ | ------------- |
| Semi-marathon | 0 h 59 min 54 s | Malaga | 24 avril 2022 |
| Marathon      | 2 h 6 min 55 s  | Paris  | 3 avril 2022  |